# Бардымская соборная мечеть
Бардымская соборная мечеть — мусульманское религиозное сооружение (мечеть) в селе Барда, открытое в 2010 году.

## Основные сведения
Мечеть расположена на вершине плоской горы, называемой Чугунной горой. Высота мечети достигает 51 метра, что делает её не только самой высокой в районе, но и в крае. В мечети планируют открыть медресе — религиозную школу и библиотеку. Полностью открыть мечеть планируют в 2010 году, хотя мечеть уже работает — здесь совершают намазы, церемонии венчания и имянаречения.
Мечеть после открытия, станет 30 в районе действующей мечетью.

## Начало строительства
Закладка первого камня под фундамент прошло ещё в 1999 году. Из-за недостатка финансирования, строительство шло медленно и с перерывами. Активное строительство началось с середины 2000-х годов, после того, как активное финансирование пошло со стороны ООО «Лукойл-Пермь».

## Окончание строительства
В конце 2009 года, 28 ноября прошел мусульманский праздник Курбан-Байрам. В этот день состоялось важное событие для всех жителей Бардымского района — на строящейся Соборной мечети возведен минарет и состоялся праздник первого азана. В 2010 году внешняя отделка полностью завершена. Но внутри здания продолжаются отделочные работы. Однако, несмотря на это, мечеть уже работает — здесь совершают намазы, церемонии венчания и имянаречения. Завершение работ и официальное открытие состоялось в 2010 году. На южной части территории Соборного мечети поставлены прожекторы, которые освещают мечеть ночью.